# Společné prohlášení o navázání strategického partnerství mezi Českou republikou a Čínskou lidovou republikou
Společné prohlášení o navázání strategického partnerství mezi Českou republikou a Čínskou lidovou republikou je dokument, který v Praze 29. března 2016 podepsali prezident České republiky Miloš Zeman a prezident Čínské lidové republiky Si Ťin-pching. Prohlášení nemá charakter mezinárodní smlouvy.
Na prohlášení o strategickém partnerství se později odvolalo pročínské prohlášení čtyř ústavních činitelů Miloše Zemana, Milana Štěcha, Jana Hamáčka a předsedy vlády Bohuslava Sobotky z října 2016, ve kterém se zdůrazňuje respekt ke svrchovanosti a územní celistvosti Číny a Tibetu a současně se signatáři distancují od setkání ministra kultury Daniela Hermana s tibetským duchovním vůdcem dalajlamou.